# Davide Pertegato
Davide Pertegato, né le 8 juin 1996, est un gardien de but italien de rink hockey. En 2017, il évolue en Nationale 1 au sein du club de la Vendéenne.

## Carrière
Après avoir joué en équipe d'Italie chez les jeunes, il rejoint le championnat français lors de la saison 2016-2017. 

## Palmarès
En 2017, il est champion de France de Nationale 1 avec La Vendéenne. 